# Элей (сын Амфимаха)
Элей — персонаж древнегреческой мифологии, сын Амфимаха, внук Поликсена. Он же, видимо, именуется Дий. Царь Элиды во время дорийского вторжения.
Предводитель дорийцев Оксил предложил ему выбрать воина для единоборства. Были выбраны лучник Дегмен из Элиды и пращник Пирехм из Этолии, Пирехм победил.